# Novofundlandský pes
Novofundlandský pes (hovorově novofundlanďan, anglicky: Newfoundland) je kanadské molossoidní psí plemeno známé svojí přátelskou, mírnou a hravou povahou. Vyskytuje se ve třech barevných variacích: černé, hnědé a černobílé, dospělí jedinci běžně dosahují váhy okolo 65 kg. Mezinárodní kynologická federace (FCI) plemeno uznává a řadí jej do druhé skupiny, sekce molossoidní plemena. Číslo standardu je 050.

## Historie

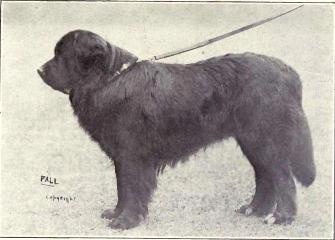
Černý novofundlandský pes z roku 1915

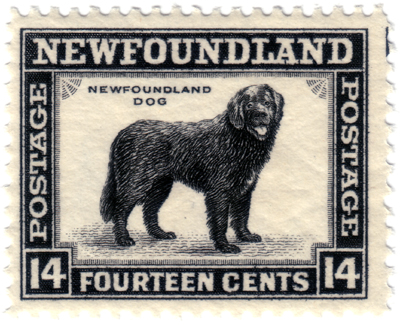
Poštovní známka s novofundlandským psem

Neexistují přesné historické údaje o novofundlandských psech ani jejich vzniku, ale nejčastěji bývá uváděno, že tito psi vznikli zkřížením indiánských a evropských rybářských psů. Podobné urostlé černé psy vlastnili již Vikingové v 10. století a na Newfoundlandu, po kterém dostali tito psi jméno, skutečně existuje místo, zvané L’Anse aux Meadows, kde byla dokázána přítomnost Vikingů. Tato verze je popisována i v oficiálním standardu plemene. Krom toho existuje i verze, že přímými předky novofundlanďanů jsou tibetské dogy – tato verze je ale spíše nepravdivá. Ačkoliv se dle exteriéru i charakteru může zdát, že jde o příbuzné svatobernardských psů (bernardýnů), nebo pyrenejských horských psů, není to pravda. Spíše naopak: je pravděpodobné, že jejich blízkými příbuznými jsou labradorští retrívři. Ty má pod patronátem sice Anglie, avšak též vznikli na Newfoundlandu, kde se rozlišovaly dva typy psů: velcí a silní novofundlandští psi, současní novofundlanďané, a menší a krátkosrstí novofundlandští psi, současní labradorští retrívři.<

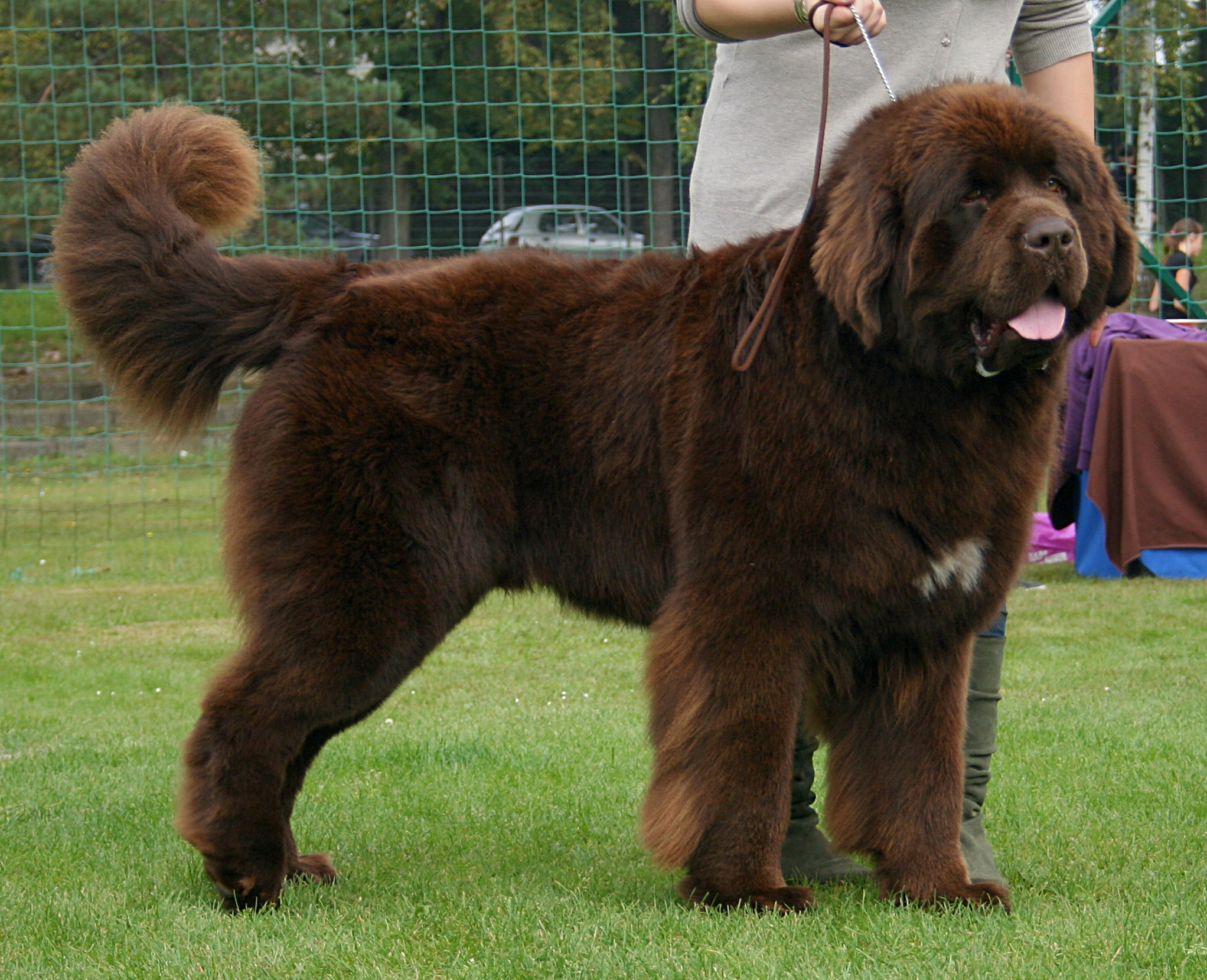
Hnědý jedinec. Bílé znaky na hrudi jsou u tohoto zbarvení povoleny.

Největším vývojem plemeno procházelo právě na ostrově Newfoundland, po kterém dostalo název. Krom černých jedinců byli početní i černobílí jedinci, dost pravděpodobně současní landseeři. Úplně první zcela jasná zmínka o novofundlandských psech pochází z roku 1765, kdy se armádní důstojník a obchodník Georg Cartwright zmiňuje, že vzal s sebou na lov dva svatohubertské a jednoho novofundlandského psa. Později se tito psi začali využívat pro tahání vozíků nebo saní. Myslivci je zase využívali pro aportování zastřelených vodních ptáků z vody.
Ve konci 18. století se první novofundlanďané dostali i do Evropy – v té době se ještě jednalo o psy s maximální kohoutkovou výškou 60 cm. Též hlava byla modelována jinak a lze tedy říct, že současní novofundlandští psi jsou známí takoví, jací jsou, díky evropskému šlechtění. V polovině 19. století se pak tito psi podíleli na šlechtění leonbergerů.
Poprvé byl vystavován na výstavě v Birminghamu v roce 1860 a jednalo se o skupinu šesti dospělých jedinců. Krátce nato, roku 1885, byl na Newfoundlandu vydán zákon o zákazu chovu více než jednoho psa. O deset let později vznikl v Anglii i zákon o karanténě psů a novofundlanďané se tak přestali dovážet. Chov v Evropě tak pokračoval s místními psy, kteří byli navíc společně s landseery bráni jako jedno plemeno (k rozdělení došlo až roku 1960).

### Chov v Česku
První novofundlandští psi se na území Česka začali objevovat na začátku 20. století. Před první světovou válkou zde fungovalo i několik chovatelských stanic, po druhé světové válce jich zůstalo jen pár a zlom přišel s 50. léty. V té době se tyto psy rozhodla využívat pohraniční stráž a populace na našem území se zdárně zvětšovala. Oblíbení byli především kvůli čichovým dovednostem a chuti k práci. Několik jedinců se dostalo i k civilním obyvatelům a v únoru 1967 byl založen klub chovatelů novofundlandských psů. Od té doby se chov úspěšně rozvíjel a v současné době plemeno v Česku zastřešuje Klub novofundlandský pes.

## Vzhled
Novofundlandský pes je masivně stavěný pes se silným tělem a dobrou pohybovou koordinací. Krom výšky a váhy se feny od psů (samců) liší například stavbou trupu, kdy feny mají trup delší a obecně nejsou stavěny tak masivně, jako jejich protějšky. Srst těchto psů je dvojitá: krycí srst a podsada. Krycí srst je delší, rovná, podsada je hustá – obzvláště v zimě – a měkká. Srst na hlavě bývá kratší, než na zbytku těla. Srst na ocase tvoří prapor, na krku hustý límec. Existují tři barevné varianty: černá, hnědá a černobílá. Černá je nejběžnější, měla by být jednolitá, ale je možné, aby pes měl srst ze slunce zesvětlenou. U černobílého zbarvení se preferuje, když je černá hlava, jen s bílou lysinou, ocas, sedlo a záď. Hnědé zbarvení může být ve více odstínech, od čokoládové až po bronzovou. Bílé znaky na hrudi, prstech a ocase jsou u hnědé varianty povoleny.
Hlava se u psů a fen liší především v masivnosti: psi ji mají těžší a masivnější, než feny. Lebka široká, stop zřetelně vyvinutý, ale ne příliš zdůrazněný. Uši jsou poměrně malé, trojúhelníkovitého tvaru a se zaoblenou špičkou. Oči poměrně malé, uložené hluboko v lebce. Barva bývá tmavě hnědá, ale u černých a černobílých jedinců může mít i světlejší odstín. Čenich je čtvercový, přiměřeně dlouhý, nosní houba hnědá nebo černá. Skus může být nůžkový nebo klešťový. Krk je silný, svalnatý, nadměrný lalok se počítá jako chyba. Hrudník široký, plný a hluboký. Hřbet je široký, nesvažuje se, a harmonicky na něj navazuje vysoko posazený huňatý ocas. Během výstavního postoje by měl volně viset nebo být jen mírně zahnutý. Neměl by být nesen mezi nohama nebo naopak stočený na hřbetě. Nohy dobře osvalené, s dobře úhlenými koleny, zakončené kulatými tlapkami, které navíc mají mezi prsty plovací blány. Paspárky se většinou odstraňují.

## Povaha

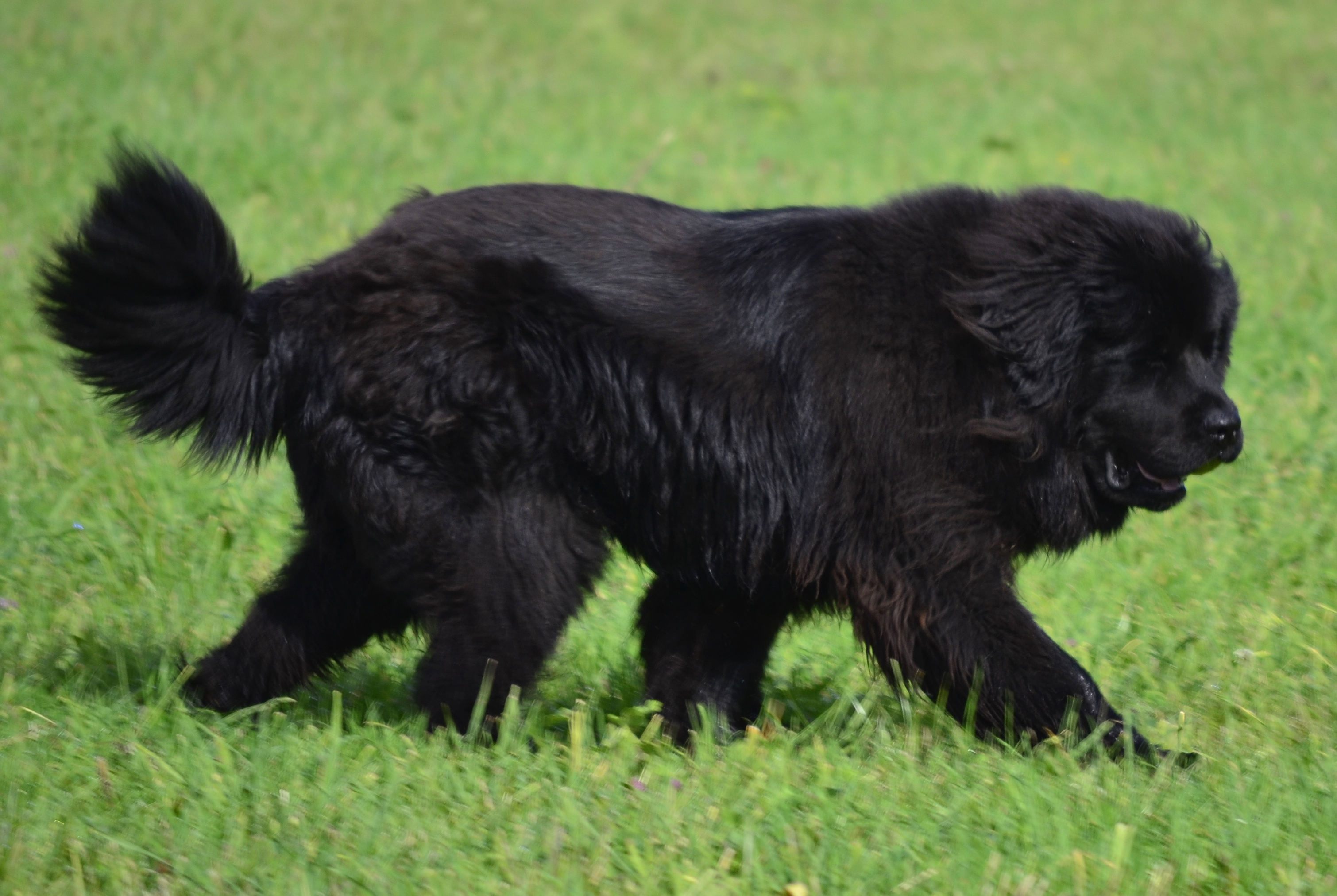
Dvanáctiměsíční černý pes

Novofundlandský pes je typický svojí přátelskou a tolerantní povahou. Je mírný, dobrosrdečný a přizpůsobivý. Chová se uvolněně i během výcviku, během něhož si několikrát rozmyslí, zda povel skutečně splní. Samotný výcvik tedy může být složitější, ale pokud je pes navnaděný a má chuť, pak ho lze naučit množství povelů. Tito vyrovnaní a snášenliví psi nemívají problémy s jinými domácími zvířaty, od koček až po koně, a dobře vychází i s jinými psy – především kvůli své submisivní povaze. Nevyhledávají spory ani šarvátky s jinými psy. Navíc nemá prakticky žádný lovecký pud, proto není běžné, aby utíkal za lesní zvěří nebo se ji pokoušel čichem vystopovat. Je oddaný své rodině nebo svému majiteli, avšak nejsou to příliš dobří hlídači a příliš neštěkají. Během štěněcích let jsou tito psi hodně aktivní a hraví, s věkem se tyto jejich vlastnosti utlumují. I přesto ale, podobně jako velké množství velkých plemen, dospívají psychicky i fyzicky až okolo dvou let (běžně je to okolo jednoho roku). Během dospělosti již nevyžadují tolik aktivity, ale dokáží se přizpůsobit (přičemž majitel ale musí myslet na zdraví jejich kyčlí).
Novofundlanďané se hodí i pro začátečníky, kteří ale musí mít se svými psy trpělivost. Všechna psí plemena potřebují alespoň základní výcvik a tito psi nejsou výjimkou, jenže u nich je těžké udržet si jejich pozornost. Stejně tak je nutná výchova. O novofundlandských psech se říká, že se snaží najít kompromis a nelze od nich očekávat velké cvičitelské výsledky, nicméně, se základními povely nemívají problémy.
Přestože v minulosti se novofundlanďané využívali i pro stopařské práce na hranicích nebo policií, v současné době bývají chování výlučně jako společníci.

## Péče
Novofundlandský pes není na péči příliš náročný, avšak po finanční stránce se jedná o náročné plemeno – podobně jako jiná velká plemena, která potřebují dostatek kvalitního krmení. Měli by být krmeni krmivem, které pro ně přísluší, tedy v mládí krmivem pro štěňata molossoidních plemen, později krmivem pro velká plemena, popřípadě i doplňovat vitamíny na klouby – alternativou je BARF, kdy se pes stravuje výlučně masem a popřípadě nějakou přílohou (zelenina apod.). Ačkoliv samotná zima těmto psům nevadí, je vhodnější, aby žili na zahradě a zároveň měli přístup do domu, kde by byli v kontaktu s rodinou. Vyloženě bytoví psi to ale nejsou.
Tito psi nepotřebují tolik pohybu, jako jejich blízcí příbuzní, labradorští retrívři, ale také se dokáží přizpůsobit tempu svého majitele. V každém případě je vhodné nějak je zabavit, ať už pohybem, hrami... Nebývají využíváni pro sporty, jako je agility nebo dogfrisbee, kde je pravděpodobné, že po dlouhodobějším tréninku by u psa nastaly problémy s kyčlemi, pro které mají těžcí psi předpoklady. Novofundlandští psi mají dobrý vztah k vodě a obecně plavání je též dobrou volbou, jelikož na nohy nepůsobí takový tlak.
Srst vyžaduje časté pročesávání, pokud má působit dobře. Zvýšená pozornost by se měla věnovat srsti za ušima, na loktech, praporech předních končetin a na stehnech, kde má větší sklony k plstnatění. Časté koupání šamponem není vhodné, protože ničí přirozenou strukturu chlupů a ty ztrácí svoji mastnotu. Stříhání ani trimování se neprovádí.

## Známí jedinci

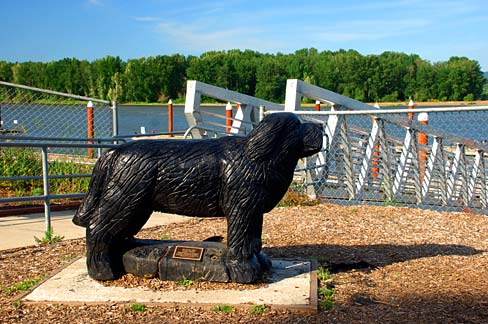
Socha Seamana v St. Helens v Oregonu

Během svého útěku z ostrova Elby v roce 1815 údajně smetla Napoleona Bonaparta z lodi vlna. Zachránit ho měl rybářský pes, podobný novofundlandským psům, který ho držel nad hladinou, dokud se k nim nedostali námořníci. Dalším známým novofundlanďanem byl i domácí mazlíček lorda Byrona jménem Boatswain, o němž psal ve své básni Epitaph to a Dog (Epitaf psovi), ve které po jeho smrti opěvoval jeho věrnost, mírnost a přátelskou povahu.
| „                     | Pes má krásu bez ješitnosti, sílu bez krutosti a lidské ctnosti bez lidských vad. | “ |
| — George Gordon Byron |                                                                                   |   |

Robert Kennedy též vlastnil psa tohoto plemene: Brumuse. Novofundlanďan Emily Dickinsonové se zase jmenoval Carlo. Humorista Josh Billings, vlastním jménem Henry Wheeler Shaw, v roce 1885 o tomto plemeni napsal: „Novofundlanďané báječně zachraňují dítka před utopením. Takže je třeba mít dítko a trochu vody, jinak to psisko krmíte nadarmo.“ Lewisovy a Clarkovy expedice se též účastnil novofundlandský pes: pes jménem Seaman.

## Zajímavosti
Novofoundlanďan je dobře přizpůsobený pro pobyt ve vodě. Prsty na nohou má spojené kůží, jež tak v podstatě tvoří plovací blány. Proti studené vodě ho dobře chrání i odolná srst.